# Barksdale (comunità, Wisconsin)
Barksdale è una comunità non incorporata situata all'interno della città di Barksdale nella contea di Bayfield, Wisconsin, Stati Uniti. Barksdale si trova sulla Wisconsin Highway 13, 4 miglia (6,4 km) a sud-sud-ovest di Washburn.

## Storia
Barksdale prese questo nome nel 1904 da H. M. Barksdale, il presidente di un frantoio locale. Un ufficio postale fu istituito a Barksdale nel 1904, e rimase in funzione fino alla sua chiusura nel 1966.